# Skyler Gisondo
Skyler Gisondo, född den 22 juli 1996 i Palm Beach County i Florida, är en amerikansk skådespelare. Hans föräldrar var marinbiologer (ocean engineers). Han är känd för sina roller som Nick Daley i Natt på museet: Gravkammarens hemlighet, James Griswold i Ett päron till farsa: Nästa generation och Howard Stacy i The Amazing Spider-Man.